# Добровольский, Алексей Викторович
Алексе́й Ви́кторович Доброво́льский (15 апреля 1985, Лида) — белорусский футболист, полузащитник. Тренер клуба «Лида».

## Биография
В своё время играл за различные молодёжные сборные страны. С 17 лет стал привлекаться к основе «Динамо» (Минск).
В 2005 году из-за недостатка игровой практики был отдан в аренду «Дариде».
В 2006 году провёл одну встречу в составе столичного клуба, после чего был вновь отдан в аренду в российский клуб «Металлург» (Красноярск). Провёл практически полный сезон, в котором его команда заняла предпоследнее место в таблице и вылетела из первого дивизиона.
В 2007 году перешёл в клуб «Минск», однако не смог заиграть в основе. В 2008 году был отдан в аренду «Сморгони», которая выступала в Высшей лиге. В составе команды Алексей провёл 6 встреч.
В 2009 году вновь был отдан в аренду в родной клуб «Лида». А с 2010 года игрок присоединился к клубу на постоянной основе. В сезонах 2011 и 2012 был признан лучшим игроком команды.
В 2021 году выступал в роли играющего тренера, а после окончания сезона объявил об окончании карьеры футболиста, полностью занявшись тренерской карьерой. В июле 2022 года стал исполняющим обязанности главного тренера «Лиды». Позже белорусский специалист остался на должности главного тренера лидского клуба.

## Достижения
«Динамо Минск»
- Чемпион Беларуси (1): 2004
- Серебряный призёр чемпионата Беларуси (2): 2005, 2006
- Бронзовый призёр чемпионата Беларуси (1): 2003
- Обладатель Кубка Беларуси (1): 2002/03

«Минск»
- Победитель Первой лиги чемпионата Беларуси (1): 2008

«Лида»
- Победитель Второй лиги чемпионата Беларуси (1): 2011